# ميكروبلازما
الميكروبلازما هي بلازما ذات أبعاد صغيرة تتراوح من عشرات إلى آلاف الميكرومترات. يمكن إنتاج البلازما الدقيقة في درجات حرارة وضغوط متنوعة، سواء كانت بلازما حرارية أو غير حرارية. الميكروبلازما الدقيقة غير الحرارية التي يمكنها الحفاظ على حالتها عند درجات الحرارة والضغوط القياسية متاحة بسهولة ويسهل الوصول إليها من قِبل العلماء حيث يمكن استدامتها والتلاعب بها بسهولة في ظل الظروف القياسية. لذلك، يمكن استخدامها في التطبيقات التجارية والصناعية والطبية، وهو ما يؤدي بشكل أو بآخر إلى تطور مجال البلازما الدقيقة.

## ما هي الميكروبلازما؟

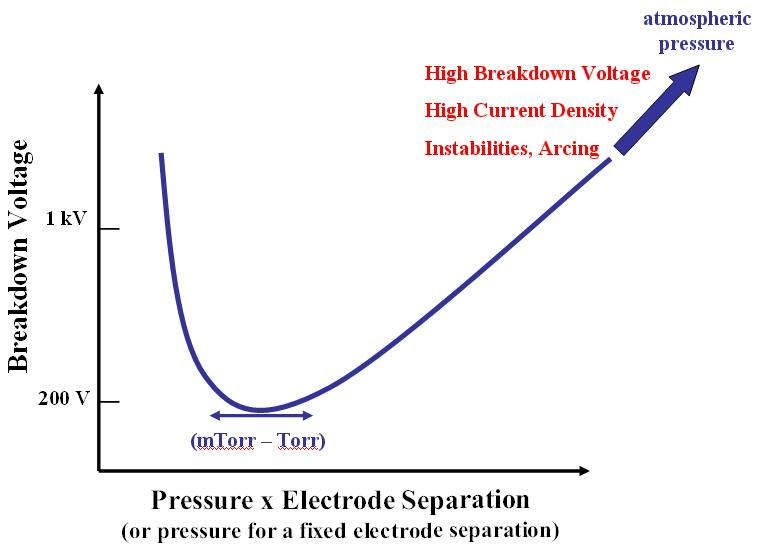
منحنى انهيار باشن مبسَّط لمعظم الغازات

هناك 4 حالات للمادة: صلبة، وسائلة، وغازية، وبلازما. تشكل البلازما أكثر من 99٪ من الكون المرئي. بشكل عام، عندما يتم تطبيق الطاقة على غاز ما، يتم إثارة الإلكترونات الداخلية لجزيئات الغاز (الذرات) وتتحرك إلى مستويات طاقة أعلى. إذا كانت الطاقة المستخدمة عالية بما فيه الكفاية، فيمكن حتى إزالة الإلكترون (الإلكترونات) الخارجية من الجزيئات (الذرات)، وتشكيل الأيونات. تشكل الإلكترونات والجزيئات (الذرات) والأنواع والأيونات المتحمسة «حساءً» من الأنواع يتضمن العديد من التفاعلات بين الأنواع وتظهر السلوك الجماعي تحت تأثير المجالات الكهربائية والمغناطيسية الخارجية. يصاحب الضوء البلازما دائمًا: عندما تسترخي الأنواع المتحمسة وتتحرك إلى مستويات طاقة أقل، يتم إطلاق الطاقة في شكل ضوء. الميكروبلازما هي تقسيم فرعي للبلازما حيث يمكن أن تتراوح أبعاد البلازما بين عشرات أو مئات أو حتى آلاف الميكرومترات في الحجم. غالبية الميكروبلازما المستخدمة في التطبيقات التجارية هي البلازما غير الحراريّة أو البلازما الباردة. في هذه الأخيرة، تتمتع الإلكترونات بطاقة أعلى بكثير من الأيونات المصاحبة لها والمحايدة. تتولد البلازما الدقيقة عادة عند ضغط مرتفع للضغط الجوي أو أعلى.
يخضع الاشتعال الناجح للبلازما الدقيقة لقانون باشن، الذي يصف جهد الانهيار (الجهد الذي تبدأ عنده البلازما في القوس) كدالة لمنتج مسافة القطب الكهربائي وضغطه:
{\displaystyle V_{b}={\frac {B(pd)}{\ln(pd)+\ln(A/\ln(1+{\frac {1}{\gamma }}))}}}
حيث pd هو ناتج الضغط والمسافة، و {\displaystyle A} و{\displaystyle B} هي ثوابت الغاز لحساب معامل التأين الأول لتاونسند و {\displaystyle \gamma } هو معامل الانبعاث الثانوي للمادة. مع زيادة الضغط، يجب أن تنخفض المسافة بين الأقطاب الكهربائية لتحقيق نفس جهد الانهيار. ثبت أن هذا القانون صالح على مسافات بين الأقطاب الكهربائية صغيرة مثل عشرات الميكرومترات وضغوط أعلى من الغلاف الجوي. ومع ذلك، لا تزال صلاحيتها على نطاقات أصغر (تقترب من طول الديب) قيد التحقيق حاليًا.

## توليد الميكروبلازما
بينما تمَّت دراسة أجهزة البلازما الدقيقة بشكل تجريبي لأكثر من عقد من الزمان، فقد تم تحفيز الفهم في السنوات القليلة الماضية نتيجة للنمذجة والتحقيقات الحسابية للبلازما الدقيقة.

### الحبس في المساحات الصغيرة
عندما يزداد ضغط وسيط الغاز الذي تتولد فيه البلازما الدقيقة، يجب أن تنخفض المسافة بين الأقطاب الكهربائية للحفاظ على نفس جهد الانهيار. في تصريفات الكاثود المجوفة الدقيقة، يتراوح ناتج الضغط والمسافة من كسور تور سنتيمتر إلى حوالي 10 تور سنتيمتر. عند القيم التي تقل عن 5 تور سم، يطلق على التصريفات «التفريغ المسبق» وهي عمليات تفريغ توهج منخفضة الكثافة. يمكن أن يصبح التفريغ أعلى من 10 سم فلا يمكن السيطرة عليه ويمتد من الأنود إلى مواقع عشوائية داخل التجويف. قدمت الأبحاث التي أجراها دافيد ستاك رسمًا بيانيًا لمسافات الإلكترود المثالية، والفولتية، والغازات الحاملة التي تم اختبارها لتوليد البلازما الدقيقة.

### المواد العازلة
العوازل هي موصلات كهربائية «رديئة»، لكنها تدعم المجالات الكهروستاتيكية والاستقطاب الكهربائي. يتمُّ إنشاء البلازما الدقيقة لتفريغ الحاجز العازل عادةً بين الألواح المعدنية، والتي يتم تغطيتها بطبقة رقيقة من مادة عازلة أو عالية المقاومة. تلعب الطبقة العازلة دورًا مهمًا في قمع التيار: يتم شحن طبقة الكاثود/الأنود بواسطة أيونات/إلكترونات موجبة واردة خلال دورة موجبة من التيار المتردد، مما يقلل من المجال الكهربائي ويعيق نقل الشحنة نحو القطب. يحتوي DBD أيضًا على نسبة سطح إلى حجم كبيرة، مما يعزز خضائص الانتشار ويحافظ على درجة حرارة غاز منخفضة. عندما يتم تطبيق دورة سالبة من التيار المتردد، يتم صد الإلكترونات من الأنود، وتكون جاهزة للتصادم مع الجسيمات الأخرى. ترددات 1000 مطلوب هرتز أو أكثر لتحريك الإلكترونات بسرعة كافية لتكوين البلازما الدقيقة، لكن الترددات الزائدة يمكن أن تلحق الضرر بالقطب الكهربي (~ 50 كيلو هرتز). على الرغم من أن تفريغ الحاجز العازل يأتي بأشكال وأبعاد مختلفة، فإن كل تفريغ فردي يكون بمقياس ميكرومتر.

### قوة نبضية
غالبًا ما تُستخدم طاقة التيار المتردد وعالية التردد لإثارة العوازل الكهربائية بدلاً من التيار المستمر. خذ AC كمثال، هناك دورات موجبة وسالبة في كل فترة. عندما تحدث الدورة الموجبة، تتراكم الإلكترونات على السطح العازل. من ناحية أخرى، فإن الدورة السلبية ستصد الإلكترونات المتراكمة، مما يتسبب في تصادم الغاز وتكوين البلازما. أثناء التبديل من الدورات السلبية إلى الدورات الإيجابية، يبلغ مدى التردد المذكور أعلاه 1000 هرتز -50000 هناك حاجة إلى هرتز من أجل تكوين البلازما الدقيقة. بسبب الكتلة الصغيرة للإلكترونات، فهي قادرة على امتصاص التحول المفاجئ في الطاقة وتصبح متحمسة؛ الجسيمات الأكبر حجمًا (الذرات والجزيئات والأيونات)، غير قادرة على متابعة التبديل السريع، وبالتالي الحفاظ على درجة حرارة الغاز منخفضة.

### ترددات الراديو وإشارات الميكروويف
استنادًا إلى مكبرات صوت الترانزستور، يتمُّ استخدام التردد اللاسلكي (RF) منخفض الطاقة ومصادر الميكروويف لتوليد البلازما الدقيقة. تعمل معظم الأجهزة عند 2.45 جيجاهرتز. وفي الوقت نفسه، تم تطوير تقنية توفر الاشتعال من ناحية والتشغيل عالي الكفاءة من ناحية أخرى بنفس الشبكة الإلكترونية وشبكة الزوجين.

### مستحث بالليزر
باستخدام الليزر، يمكن تحويل الركائز الصلبة مباشرة إلى ميكروبلازما. يتم ضرب الأهداف الصلبة بأشعة الليزر عالية الطاقة، وعادة ما تكون الليزر الغازي، والتي يتمُّ نبضها في فترات زمنية من البيكو ثانية إلى الفيمتوثانية (وضع القفل). استخدمت التجارب الناجحة ليزر Ti:Sm وKrF وYAG، والتي يمكن تطبيقها على مجموعة متنوعة من الركائز مثل الليثيوم والجرمانيوم والبلاستيك والزجاج.

## تاريخ

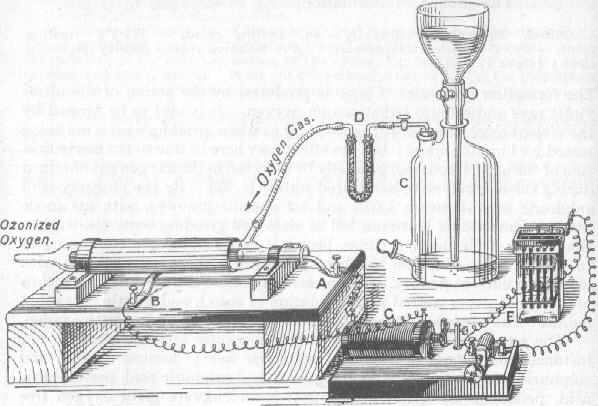
أ - طرف متصل بالسطح الداخلي، ب - طرف متصل بالسطح الخارجي، ج - جاشولدر، د - أنبوب تجفيف كلوريد الكالسيوم، بطارية إلكترونية، ز - ملف حثي

في عام 1857، نجحَ العالم الألماني ويرنر فون سيمنز في توليد الأوزون باستخدام جهاز تفريغ حاجز عازل للتطهير البيولوجي. تم شرح ملاحظاته دون معرفة «المايكروبلازما»، ولكن تم التعرف عليها لاحقًا على أنها أول استخدام للبلازما الدقيقة حتى الآن. كان مهندسو الكهرباء الأوائل، مثل إديسون وتيسلا، يحاولون في الواقع منع توليد مثل هذه «التفريغات الدقيقة»، واستخدموا العوازل الكهربائية لعزل البنى التحتية الكهربائية الأولى. لاحظت الدراسات اللاحقة أن منحنى انهيار باشن هو السبب الرئيسي لتكوين البلازما الدقيقة في مقال نُشر عام 1916.
وصفت المقالات اللاحقة خلال القرن العشرين الشروط والمواصفات المختلفة التي تؤدي إلى توليد البلازما الدقيقة. بعد تفاعلات سيمنز مع الميكروبلازما، كان أولريش كوجلشاتز أول من اكتشف هذه «التصريفات الدقيقة» وتحديد خصائصها الأساسية. أدرك أولريش أيضًا أنه يمكن استخدام البلازما الدقيقة في تكوين الإكسيمر. حفزت تجاربه التطور السريع في مجال البلازما الدقيقة.
في فبراير 2003، عقد كونيهيد تاتشيبانا، الأستاذ في جامعة كيوتو، ورشة العمل الدولية الأولى حول البلازما الدقيقة (IWM) في هيوغو، اليابان. جاءت ورشة العمل بعنوان «العالم الجديد من الميكروبلازما»، وفتحت حقبة جديدة من أبحاث البلازما الدقيقة. يُعرف تاتشيبانا بأنه أحد الآباء المؤسسين حيث صاغ مصطلح «البلازما الدقيقة». تم تنظيم ورشة العمل الثانّة في أكتوبر 2004 من قبل الأساتذة كاي إتش بيكر وجي جي إدن وكي إتش شيونباش في معهد ستيفنز للتكنولوجيا في هوبوكين، نيو جيرسي. تم تنسيق ورشة العمل الدولية الثالثة من قبل معهد فيزياء البلازما ذات درجة الحرارة المنخفضة جنبًا إلى جنب مع معهد الفيزياء بجامعة إرنست-مويتز-أرندت في جرايفسفالد، ألمانيا، مايو 2006. كانت الموضوعات التي تمت مناقشتها ملهمة للعلم والفرص التكنولوجية الناشئة عن البلازما الدقيقة. عقدت ورشة العمل الرابعة في تايوان في أكتوبر 2007، والخامسة في سان دييغو، كاليفورنيا في مارس 2009، والسادسة في باريس، فرنسا في أبريل 2011. عُقدت ورشة العمل (السابعة) التالية في الصين تقريبًا في مايو 2013.

## التطبيقات
إن النمو السريع لتطبيقات البلازما الدقيقة يجعل من المستحيل تسمية كل منهم ضمن مسافة قصيرة، ولكن بعض التطبيقات المختارة مذكورة هنا.

### البلازما المولدة صناعيًا
توجد البلازما الدقيقة المولدة صناعيًا على الشاشة المسطحة لشاشة عرض بلازما. تستخدم هذه التقنية خلايا صغيرة وتحتوي على غازات مؤينة مشحونة كهربائيًا. عبر لوحة عرض البلازما هذه، هناك الملايين من الخلايا الصغيرة تسمى وحدات البكسل التي تقتصر على تكوين صورة مرئية. في لوحات عرض البلازما، شبكة X وY من الأقطاب الكهربائية، مفصولة بطبقة MgO العازلة ومحاطة بمزيج من الغازات الخاملة - مثل الأرجون أو النيون أو الزينون، تتم معالجة عناصر الصورة الفردية. إنهم يعملون على مبدأ أن تمرير جهد عالي عبر غاز منخفض الضغط يولد ضوءًا. بشكل أساسي، يمكن النظر إلى PDP على أنه مصفوفة من أنابيب الفلورسنت الصغيرة التي يتم التحكم فيها بطريقة متطورة. يشتمل كل بكسل على مكثف صغير به ثلاثة أقطاب كهربائية، واحد لكل لون أساسي (تتضمن بعض الشاشات الأحدث قطبًا كهربيًا للأصفر). يؤدي التفريغ الكهربائي عبر الأقطاب الكهربائية إلى تحويل الغازات النادرة المختومة في الخلية إلى شكل بلازما لأنها تتأين. نظرًا لكونه محايدًا كهربائيًا، فإنه يحتوي على كميات متساوية من الإلكترونات والأيونات وهو، بحكم التعريف، موصل جيد. بمجرد تنشيطها، تطلق خلايا البلازما الضوء فوق البنفسجي الذي يضرب ويثير الفوسفور الأحمر والأخضر والأزرق على طول وجه كل بكسل، مما يتسبب في توهجها.

### الإضاءة

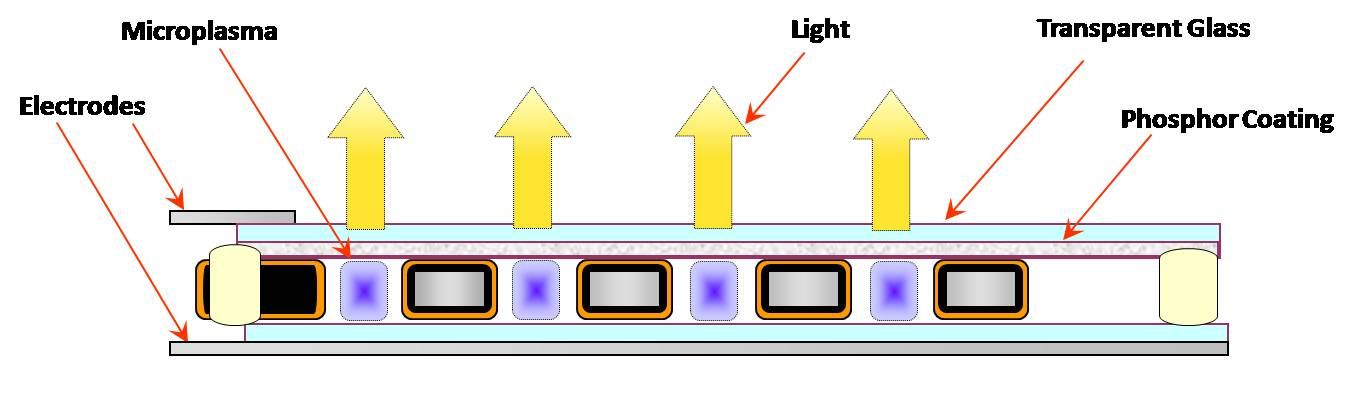
رسم تخطيطي للجهاز تمَّ تطويره بواسطة إيدن وبارك

يعتبر فريق جاري إيدن وسونغ-جين بارك رائدين في استخدام الميكروبلازما للإضاءة العامة. يستخدم أجهزتهم العديد من مولدات البلازما الدقيقة في مجموعة كبيرة، والتي تشع الضوء من خلال نافذة شفافة وشفافة. على عكس مصابيح الفلورسنت، التي تتطلب أن تكون الأقطاب الكهربائية متباعدة في التجويف الأسطواني وظروف الفراغ، يمكن وضع مصادر ضوء البلازما الدقيقة في العديد من الأشكال والتكوينات المختلفة، وتوليد الحرارة. يتعارض هذا مع مصابيح الفلورسنت الأكثر شيوعًا والتي تتطلب جوًا غازيًا نبيلًا (عادةً الأرجون)، حيث يصطدم تكوين الإكسيمر والتحلل الإشعاعي الناتج بطبقة الفوسفور لتوليد الضوء. كما يتم إنتاج مصادر الضوء الإكسيمري والبحث فيها. تفضل الحالة المستقرة وغير المتوازنة للبلازما الدقيقة الاصطدامات ثلاثية الأجسام التي يمكن أن تؤدي إلى تكوين الإكسيمر. الإكسيمر، وهو جزيء غير مستقر ينتج عن تصادم الذرات المثارة، قصير العمر بسبب تفككه السريع. عند تحللها، تطلق الإكسيمرات أنواعًا مختلفة من الإشعاع عندما تنخفض الإلكترونات إلى مستويات طاقة منخفضة. أحد التطبيقات، الذي تابعه مركز أبحاث هيونداي ديسبلاي تيكنولوجي أدفنسد آر أند دي وجامعة إلينوي، هو استخدام مصادر ضوء معيّنة في شاشات العرض المسطحة.

### تدمير المركبات العضوية المتطايرة
تستخدم الميكروبلازما لتدمير المركبات العضوية المتطايرة. على سبيل المثال، تم استخدام تفريغ قطب البلازما الشعري (CPE) لتدمير المركبات العضوية المتطايرة بشكل فعال مثل البنزين والتولوين وإيثيل بنزين والزيلين والإيثيلين والهبتان والأوكتان والأمونيا في الهواء المحيط لاستخدامها في أنظمة دعم الحياة المتقدمة المصممة للإغلاق البيئات. تم تحديد كفاءات التدمير كدالة لكثافة طاقة البلازما، وتركيز الملوث الأولي، ووقت البقاء في حجم البلازما، وحجم المفاعل، وعدد الملوثات في تيار تدفق الغاز. يمكن تحقيق التدمير الكامل للمركبات العضوية المتطايرة في المفاعل الحلقي لطاقات محددة تبلغ 3 J سم − 3 وما فوق. علاوة على ذلك، هناك حاجة إلى طاقات محددة تقترب من 10 سم لتحقيق كفاءة تدمير مماثلة في مفاعل التدفق المتقاطع. يشير هذا إلى أن تحسين هندسة المفاعل يعد جانبًا مهمًا لتحقيق أقصى قدر من كفاءات التدمير. كوتوسوبريس (2004، 2005) ويين وآل (2003). أبلغت عن نتائج تتعلق بدراسات تدمير المركبات العضوية المتطايرة باستخدام مفاعلات البلازما CPE. وصلت جميع المركبات التي تمت دراستها إلى أقصى كفاءة تدمير للمركبات العضوية المتطايرة بين 95٪ و 100٪. زادت كفاءة تدمير المركبات العضوية المتطايرة مبدئيًا مع الطاقة المحددة، لكنها ظلت عند قيم الطاقة المحددة التي تعتمد على المركب. تم إجراء ملاحظة مماثلة لاعتماد كفاءة تدمير المركبات العضوية المتطايرة على وقت الإقامة. زادت كفاءة التدمير مع زيادة تركيز الملوثات الأولية. بالنسبة للمركبات المماثلة كيميائيًا، وجد أن الحد الأقصى لكفاءة التدمير يرتبط عكسيًا بطاقة التأين للمركب ويتعلق ارتباطًا مباشرًا بدرجة الاستبدال الكيميائي. قد يشير هذا إلى أن مواقع الاستبدال الكيميائي تقدم أعلى نشاط كيميائي ناتج عن البلازما.

### أجهزة الاستشعار البيئية
يستخدم الحجم الصغير والقوة المتواضعة اللازمتان لأجهزة البلازما الدقيقة مجموعة متنوعة من تطبيقات الاستشعار البيئي ويكشف عن تركيزات ضئيلة للأنواع الخطرة. تعتبر البلازما الدقيقة حساسة بدرجة كافية لتعمل ككاشفات يمكنها التمييز بين الكميات الزائدة من الجزيئات المعقدة. قام سي إم هيرينغ وزملاؤه في شركة كافيتون إنكوايرر. بمحاكاة هذا النظام من خلال اقتران جهاز البلازما الدقيقة بعمود كروماتوغرافيا الغاز التجاري (GC). يقع جهاز البلازما الدقيقة عند مخرج عمود GC، والذي يسجل كثافة التألق النسبية لشظايا التفكك الذري والجزيئي المحددة. يمتلك هذا الجهاز القدرة على اكتشاف التركيزات الدقيقة للجزيئات السامة والخطرة بيئيًا. يمكنه أيضًا اكتشاف نطاق واسع من الأطوال الموجية والتوقيع الزمني للكروماتوجرامس، والذي يحدد الأنواع ذات الأهمية. للكشف عن الأنواع الأقل تعقيدًا، فإن الفرز الزمني الذي يتم إجراؤه بواسطة عمود GC ليس ضروريًا لأن المراقبة المباشرة للوميض الناتج في البلازما الدقيقة كافية.

### توليد الأوزون لتنقية المياه
تُستخدم البلازما الدقيقة لتكوين الأوزون من الأكسجين الجوي. لقد ثبت أن الأوزون (O 3) مطهر جيد ومعالجة للمياه يمكن أن يتسبب في تكسير المواد العضوية وغير العضوية. الأوزون ليس الشرب ويعود إلى الأكسجين ثنائي الذرة، مع نصف عمر حوالي 3 أيام في درجة حرارة الغرفة الجوي (حوالي 20 0 C). ومع ذلك، في الماء، يبلغ عمر النصف للأوزون 20 دقيقة فقط عند نفس درجة الحرارة البالغة 20 (0 درجة مئوية). تنتج شركة ديجريمونت تيكنولوجيز (سويسرا) مصفوفات البلازما الدقيقة للإنتاج التجاري والصناعي للأوزون لمعالجة المياه. من خلال تمرير الأكسجين الجزيئي عبر سلسلة من الحواجز العازلة، باستخدام ما يسميه ديجريمونت نظام الفجوة الذكية (IGS)، يتم إنتاج تركيز متزايد من الأوزون عن طريق تغيير حجم الفجوة والطلاءات المستخدمة على الأقطاب الكهربائية في مكان أبعد أسفل النظام. ثم يُدفَّق الأوزون مباشرة في الماء ليصبح صالحًا للشرب (مناسبًا للشرب). على عكس الكلور، الذي لا يزال يستخدم في العديد من أنظمة تنقية المياه لمعالجة المياه، لا يبقى الأوزون في الماء لفترات طويلة. نظرًا لأن الأوزون يتحلل مع عمر نصف يبلغ 20 دقيقة في الماء عند درجة حرارة الغرفة، فلا توجد تأثيرات دائمة قد تسبب ضررًا.

## البحث الحالي

### خلايا الوقود
تعمل المايكروبلازما كمصادر حيوية للأيونات والجذور المرغوبة لتفعيل التفاعلات الكيميائية. تُستخدم البلازما الدقيقة كمفاعلات تدفق تسمح للغازات الجزيئية بالتدفق عبر البلازما الدقيقة مما يؤدي إلى تعديلات كيميائية عن طريق التحلل الجزيئي. تستوعب الإلكترونات ذات الطاقة العالية للبلازما الدقيقة التعديل الكيميائي وإعادة تشكيل وقود الهيدروكربون السائل لإنتاج وقود لخلايا الوقود. استخدم بيكر وزملاؤه مفاعل ميكروبلازما منفرد يتدفق من خلال التيار المستمر لتوليد الهيدروجين من خليط الضغط الجوي من الأمونيا والأرجون لاستخدامه في خلايا الوقود الصغيرة المحمولة. أجرى ليندر وبيسر تجارب على إعادة تشكيل الهيدروكربونات النموذجية مثل الميثان والميثانول والبيوتان إلى هيدروجين لتغذية خلايا الوقود. كان مفاعل البلازما الدقيقة الجديد عبارة عن تفريغ كاثود مجوف مجوف مع قناة ميكروفلويديك. كشفت موازين الكتلة والطاقة في هذه التجارب عن تحويلات تصل إلى ما يقرب من 50٪، لكن تحويل مدخلات الطاقة الكهربائية إلى المحتوى الحراري للتفاعل الكيميائي كان في حدود 1٪ فقط. على الرغم من نمذجة تفاعل إعادة التشكيل، فقد وجد أن كمية الطاقة الكهربائية المدخلة للتحويل الكيميائي يمكن أن تزداد عن طريق تحسين الجهاز بالإضافة إلى معلمات النظام.

### تخليق وترسيب المواد النانوية
يتم النظر في استخدام الميكروبلازما لتخليق الجزيئات الكبيرة المعقدة، بالإضافة إلى إضافة مجموعات وظيفية إلى أسطح ركائز أخرى. وصفَ مقالٌ بقلم كلاجيس وآخرون إضافة المجموعات الأمينية إلى أسطح البوليمرات بعد المعالجة بجهاز تفريغ نابض بالتيار المستمر باستخدام غازات تحتوي على النيتروجين. وجد أن البلازما الدقيقة لغاز الأمونيا تضيف في المتوسط 2.4 مجموعة أمينية لكل نانومتر مربع من غشاء النيتروسليلوز، وتزيد من القوة التي يمكن أن تلتصق بها طبقات الركيزة. يمكن أن يوفر العلاج أيضًا سطحًا تفاعليًا للطب الحيوي، حيث أن المجموعات الأمينية غنية جدًا بالإلكترون وحيوية. قام موهان سانكاران بعمل على تخليق الجسيمات النانوية باستخدام التفريغ النبضي للتيار المستمر. وجد فريقه البحثي أنه من خلال تطبيق نفاثة البلازما الدقيقة على محلول إلكتروليتي مغمور إما أنود ذهبي أو فضي ينتج الكاتيونات ذات الصلة. يمكن لهذه الكاتيونات بعد ذلك التقاط الإلكترونات التي توفرها النفاثة الدقيقة وتؤدي إلى تكوين الجسيمات النانوية. يظهر البحث أن الجسيمات النانوية من الذهب والفضة تظهر في المحلول أكثر من الأملاح الناتجة التي تتشكل من محلول موصل الحمض.

### مستحضرات التجميل
يتم النظر في استخدامات الميكروبلازما في البحث. يتكون جهاز تجديد الجلد بالبلازما (PSR) من مولد ترددات راديوية فائق الفائقة يثير مرنانًا مضبوطًا وينقل الطاقة إلى تدفق غاز النيتروجين الخامل داخل القبضة. تحتوي البلازما المتولدة على طيف انبعاث بصري مع قمم في النطاق المرئي (بشكل رئيسي النيلي والبنفسجي) ونطاق الأشعة تحت الحمراء القريبة. يستخدم النيتروجين كمصدر غازي لأنه قادر على تطهير الأكسجين من سطح الجلد، مما يقلل من مخاطر ظهور البقع الساخنة غير المتوقعة، والتفحم، وتكوين الندبات. عندما تصطدم البلازما بالجلد، تنتقل الطاقة بسرعة إلى سطح الجلد، مما يتسبب في تسخين فوري بطريقة موحدة محكمة، دون تأثير متفجر على الأنسجة أو إزالة البشرة. في عينات المعالجة، تُظهر منطقة الكولاجين تراكمًا كثيفًا للإيلاستين، ولكن في عينات ما بعد المعالجة، تحتوي هذه المنطقة على إيلاستين أقل كثافة مع كولاجين جديد كبير ومتشابك. يعد العلاج المتكرر لـ PSR منخفض الطاقة طريقة فعالة لتحسين خلل التصبغ والنعومة وترهل الجلد المرتبط بالشيخوخة الضوئية. يؤكد التحليل النسيجي لعينات ما بعد المعالجة إنتاج كولاجين جديد وإعادة تشكيل بنية الجلد. تتكون التغييرات من حمامي وتقشير سطحي للبشرة بدون إزالة كاملة، تكتمل بشكل عام من 4 إلى 5 أيام.Bogle، Melissa؛ وآخرون (2007). "Evaluation of plasma skin regeneration technology in low energy full-facial rejuvenation". Arch Dermatol. ج. 143 ع. 2: 168–174. DOI:10.1001/archderm.143.2.168. PMID:17309997. "تقييم تقنية تجديد البشرة بالبلازما في تجديد شباب الوجه بالكامل منخفض الطاقة".القوس ديرماتول. 143 (2): 168-174. دوى: 10.1001 / archderm.143.2.168.2.بميد 17309997.

### ترسيب الأغشية الرقيقة الدقيقة
يشكل البحث النشط في رشاش البلازما الدقيقة لترسب الغشاء الرقيق الموصّل الموصّل بديلاً محتملاً لتصنيع المواد المضافة لمعايير إنتاج صناعة أشباه الموصلات المكلفة. تعمل بسلك كاثودي يتم تغذيته باستمرار، وتستخدم مفاعلات رأس الطباعة التي تتكون من طرف سلك، وقطبين كهربائيين منحازين إيجابيًا، وقطبين مركزيين متعارضين سالب الشحنة لتوليد بيئة بلازما دقيقة داخل هدف أقل من المليمتر إلى مساحة فصل الركيزة. كما هو الحال في الرش التقليدي، تقصف البلازما المحرضة سطح الهدف المكشوف، وتخرج الذرات الفردية التي تسقط بعد ذلك على سطح الركيزة، وتشكل طبقة رقيقة موصلة. على النقيض من التطبيقات التقليدية، يوفر رشاش البلازما الدقيقة مزايا عديدة، بما في ذلك متطلبات محدودة أو معدومة للمعالجة اللاحقة، حيث يمكن أن ينتج عن تحديد الموضع المتحكم فيه للركيزة نقش دقيق دون الحاجة إلى إخفاء وحفر الصور الليثوغرافية اللاحقة، وتعدد استخدامات شكل الركيزة، في تلك الحواسيب الدقيقة غير مقيد بترسيب مستو. بالإضافة إلى ذلك، فإن الظروف الجوية التي تسمح بها هذه الطريقة تقضي على حاجز التكلفة الكبير الذي تمثله ضرورة أنظمة التفريغ المعقدة والمكلفة التي يتم فيها إجراء عمليات الرش المعاصرة. حتى الآن، فشلت هذه التقنية في تحقيق دقة الإلكترونيات الدقيقة القياسية في الصناعة، مع نتائج عرض مسار القمة تقريبًا 9 ميكرومتر، ولكن لوحظ إمكانية إدخال تحسينات على تدفق غاز المعالجة والتحسينات المحتملة بعد المعالجة ستساعد في سد الفجوة. نظرًا للتكلفة المنخفضة نسبيًا لهذه الطريقة وتنوعها الواسع، من المحتمل أن يؤدي تحقيق جودة الإنتاج على قدم المساواة مع معايير الصناعة الحديثة إلى إحداث ثورة في الإلكترونيات القابلة للتخصيص على نطاق واسع.

## طب البلازما

### علاجات الأسنان
وجد العلماء أن البلازما الدقيقة قادرة على تعطيل البكتيريا التي تسبب تسوس الأسنان وأمراض اللثة، من خلال توجيه أشعة الميكروبلازما ذات درجة الحرارة المنخفضة إلى بنية الأنسجة المتكلسة تحت طلاء مينا الأسنان المسمى العاج، فإنه يقلل بشكل كبير من كمية بكتيريا الأسنان ويقلل بدوره من العدوى. يمكن أن يسمح هذا الجانب من البلازما الدقيقة لأطباء الأسنان باستخدام تقنية البلازما الدقيقة لتدمير البكتيريا في تجاويف الأسنان بدلاً من استخدام الوسائل الميكانيكية. يدعي المطورون أن أجهزة البلازما الدقيقة ستمكن أطباء الأسنان من علاج الأمراض التي تنتقل عن طريق الفم بشكل فعال مع القليل من الألم لمرضاهم. تظهر الدراسات الحديثة أن الميكروبلازما يمكن أن تكون طريقة فعالة للغاية للتحكم في الأغشية الحيوية عن طريق الفم. الأغشية الحيوية عبارة عن مجتمعات بكتيرية ثلاثية الأبعاد عالية التنظيم. تعد لوحة الأسنان مثالًا شائعًا على الأغشية الحيوية عن طريق الفم. وهو السبب الرئيسي لكل من تسوس الأسنان وأمراض اللثة مثل التهاب اللثة والتهاب دواعم السن. في جامعة جنوب كاليفورنيا، يعمل باريش مدير مركز USC للأغشية الحيوية وشونكي جيانغ، أستاذ باحث مساعد في قسم مينج هيسه للهندسة الكهربائية والفيزياء الكهربية، مع باحثين من كلية فيتربي للهندسة بحثًا عن طرق جديدة لقتال هذه الالتهابات البكتيرية. أوضح باريش أن المصفوفة اللزجة للأغشية الحيوية تعمل كحماية إضافية ضد المضادات الحيوية التقليدية. ومع ذلك، تؤكد دراسة المراكز أن الأغشية الحيوية المزروعة في قناة جذر الأسنان البشرية المستخلصة يمكن تدميرها بسهولة عن طريق تطبيق البلازما الدقيقة. يشير الفحص المجهري لانبعاث البلازما الذي تم الحصول عليه خلال كل تجربة إلى أن الأكسجين الذري الذي تنتجه الميكروبلازما مسؤول عن تعطيل البكتيريا. ثم اقترح باريش أن الجذور الحرة للأكسجين يمكن أن تعطل الغشاء الخلوي للأغشية الحيوية وتتسبب في تكسيرها. وفقًا لأبحاثهم الجارية في جامعة جنوب كاليفورنيا، وجد باريش وجيانغ أن الميكروبلازما ليست ضارة بالأنسجة السليمة المحيطة وهم واثقون من أن تقنية البلازما الدقيقة ستصبح قريبًا أداة رائدة في الصناعة الطبية. وجد جاي كي لي مع علماء آخرين في هذا المجال أنه يمكن أيضًا استخدام البلازما الدقيقة لتبييض الأسنان. يمكن لهذه الأنواع التفاعلية أن تبيض الأسنان بشكل فعال جنبًا إلى جنب مع المواد الهلامية المالحة أو المبيضة التي تتكون من بيروكسيد الهيدروجين. جرب لي وزملاؤه هذه الطريقة، ودرسوا كيف تؤثر البلازما الدقيقة مع بيروكسيد الهيدروجين على أسنان الإنسان الملطخة بالدم. أخذ هؤلاء العلماء أربعين من أسنان بشرية مستخلصة من جذر واحد وملطخة بالدم وقسموها عشوائيًا إلى مجموعتين من عشرين. تلقت المجموعة الأولى 30٪ بيروكسيد الهيدروجين الذي تم تنشيطه بواسطة البلازما الدقيقة لمدة ثلاثين دقيقة في حجرة اللب، بينما تلقت المجموعة الثانية 30٪ بيروكسيد الهيدروجين وحده لمدة ثلاثين دقيقة في حجرة اللب وتم الحفاظ على درجة الحرارة عند 37 درجة مئوية لكلا المجموعتين. بعد إجراء الاختبارات، وجدوا أن علاج البلازما الدقيقة بنسبة 30٪ من بيروكسيد الهيدروجين كان له تأثير كبير على بياض الأسنان في المجموعة الأولى. خلص لي وزملاؤه إلى أن تطبيق البلازما الدقيقة إلى جانب بيروكسيد الهيدروجين طريقة فعالة في تبييض الأسنان المصبوغة نظرًا لقدرتها على إزالة البروتينات الموجودة على سطح الأسنان وزيادة إنتاج الهيدروكسيد.

### العناية بالجروح
يمكن للبلازما الدقيقة التي يتم الحفاظ عليها بالقرب من درجة حرارة الغرفة أن تدمر البكتيريا والفيروسات والفطريات المترسبة على أسطح الأدوات الجراحية والأجهزة الطبية. اكتشف الباحثون أن البكتيريا لا يمكنها البقاء على قيد الحياة في البيئة القاسية الناتجة عن الميكروبلازما. وهي تتكون من أنواع تفاعلية كيميائيًا مثل الهيدروكسيل (OH) والأكسجين الذري (O) التي يمكن أن تقتل البكتيريا الضارة من خلال الأكسدة. يمكن أن تؤدي أكسدة الدهون والبروتينات التي يتكون منها غشاء الخلية إلى انهيار الغشاء وتعطيل البكتيريا. يمكن للبلازما الدقيقة أن تلامس البشرة دون الإضرار بها، مما يجعلها مثالية لتطهير الجروح. «يقال إن البلازما الطبية تقع في نطاق» المعتدل «- ساخنة بدرجة كافية لإنتاجها وعلاجها الفعال، لكنها باردة بدرجة كافية لتترك الأنسجة دون أن تتضرر» (لاروسى، كونغ 1). وجد الباحثون أن الميكروبلازما يمكن تطبيقها مباشرة على الأنسجة الحية لتعطيل مسببات الأمراض. اكتشف العلماء أيضًا أن الميكروبلازما توقف النزيف دون إتلاف الأنسجة السليمة، وتطهير الجروح، وتسريع التئام الجروح، والقتل الانتقائي لبعض أنواع الخلايا السرطانية. عند الجرعات المعتدلة، يمكن أن تدمر الميكروبلازما مسببات الأمراض. عند الجرعات المنخفضة، يمكنهم تسريع تكاثر الخلايا - وهي خطوة مهمة في عملية التئام الجروح. تُعرف قدرة الميكروبلازما على قتل خلايا البكتيريا وتسريع تكاثر خلايا الأنسجة السليمة بعملية «قتل البلازما / شفاء البلازما»، وقد أدى ذلك بالعلماء إلى إجراء مزيد من التجارب باستخدام البلازما الدقيقة للعناية بالجروح. أظهرت الاختبارات الأولية أيضًا نجاح العلاج لبعض أنواع الجروح المزمنة.

### علاجات السرطان
نظرًا لأن البلازما الدقيقة تعمل على تعطيل البكتيريا، فقد يكون لديها القدرة على تدمير الخلايا السرطانية. عمل جان ميشيل بوفيل في جامعة أورليان في فرنسا في مجموعة الأبحاث والدراسات حول وسطاء الالتهاب (GREMI)، حيث قام بتجربة تأثيرات البلازما الدقيقة على الخلايا السرطانية. ابتكر بوفسلي جنبًا إلى جنب مع علماء آخرين تصريف حاجز عازل ومسدس بلازما لعلاج السرطان، حيث سيتم تطبيق البلازما الدقيقة على التجارب المختبرية والحيوية. سيكشف هذا التطبيق عن دور أنواع الأكسجين التفاعلية (ROS)، وتلف الحمض النووي، وتعديل دورة الخلية، وتحريض موت الخلايا المبرمج. تشير الدراسات إلى أن علاجات البلازما الدقيقة قادرة على إحداث موت مبرمج (موت الخلايا المبرمج) بين الخلايا السرطانية - إيقاف التكاثر السريع للخلايا السرطانية، مع إلحاق ضرر طفيف بالأنسجة البشرية الحية. تجري جريمي العديد من التجارب على الميكروبلازما في علم السرطان، وتطبق تجربتها الأولى البلازما الدقيقة على أورام الفئران التي تنمو تحت سطح الجلد. خلال هذه التجربة، لم يجد العلماء أي تغييرات أو حروق على سطح الجلد. بعد علاج بالبلازما الدقيقة لمدة خمسة أيام، أظهرت النتائج انخفاضًا ملحوظًا في نمو سرطان الورم الدبقي U87 (ورم في المخ)، مقارنة بمجموعة التحكم حيث لم يتم تطبيق البلازما الدقيقة. أجرى جريمي مزيدًا من الدراسات في المختبر فيما يتعلق بسرطان U87 الدبقي (أورام المخ) وخطوط الخلايا HCT116 (ورم القولون) حيث تم تطبيق البلازما الدقيقة. ثبت أن علاج البلازما الدقيقة هذا وسيلة فعالة في تدمير الخلايا السرطانية بعد تطبيقه على مدى بضع عشرات من الثواني. يتم إجراء المزيد من الدراسات حول آثار علاج البلازما الدقيقة في علم الأورام، وسيؤثر تطبيق البلازما الدقيقة على المجال الطبي بشكل كبير.